# Elevações de gelo McDonald
As Elevações de gelo McDonald são montes de gelo situadas na Plataforma de gelo Brunt junto do Mar de Weddell, na Antártida. Tem uma área de 4,8 km por 3,2 km. 
O acidente geográfico deve o seu nome a  Allan McDonald da Associação Britânica para o Avanço da Ciência de Magalhães em Punta Arenas que,  em Julho de 1916d ajudou Ernest Shackleton a juntar fundos para enviar a escuna Emma, em missão de resgate dos 22 homens naufragados na Ilha Elefante,  durante a Expedição Transantártica Imperial. Em agradecimento, Shackleton deu o nome de McDonald a um glaciar; porém, quando foram efetuadas várias tentativas para localizar o glaciar, sem sucesso, estas elevações receberam o nome de McDonald.
As expedições da Royal Society ocuparam a Estação Halley (1955–59) e tinham conhecimento deste acidente. Em 1957, a elevação máxima acima da superfície era de 18 m, a poucos metros da zona frontal do gelo.